# Port Royal (албум)
Port Royal е четвъртият студиен албум на германската хевиметъл банда Running wild, с над 1 800 000 продадени копия в целия свят. За този албум съставът е променен в лицето на басиста и барабаниста.

## Списък на песните
1. Intro – 0:50
2. Port Royal – 4:12
3. Raging Fire – 3:28
4. Into The Arena – 3:59
5. Uaschitschun – 4:53
6. Final Gates – 3:00
7. Conquistadores – 4:50
8. Blown To The Kingdom Come – 3:19
9. Warchild – 3:01
10. Mutiny – 4:28
11. Calico Jack – 8:15

## Членове
- Rock'n'Rolf – вокал, китари
- Majk Moti – китари
- Jens Becker – бас
- Stefan Schwarzmann – барабани